# 수파사이즈
수파사이즈(Supasize, 본명: 김용훈, 1982년 11월 11일 ~ )는 대한민국의 힙합 음악가이자 영화배우이다.

## 출연

### 영화
- 파파로티 (2013) - 두부 역
- 러브 하우스 (2008) - 봉지맨 역
- 천하장사 마돈나 (2006) - 덩치 2 역
- 연애술사  (2005) - 우석 짝궁 역

### 드라마
- 《아이 러브 이태리》  (2012, tvN) - 문실장 역

### 예능
- 《CLUB YD BBB》 (ETN, 2011년)
- 《온게임넷 랭킹쇼 시즌 1》 (온게임넷, 2010년)
- 《캐! 공감! 프로젝트, 퀘이크 하다가...》 (온게임넷, 2010년)

## 음반
- 1집 《Rookie Of The Year》